# Иван Василев (футболист, р. 1967)
Вижте пояснителната страница за други личности с името Иван Василев.
Иван Василев Стефанов – Сусето е български футболист, защитник.

## Биография
Роден е на 13 юни 1967 г. в Казанлък. Юноша на Сливен. Играл е за Сливен, Локомотив (Горна Оряховица), Левски (София), Кремиковци и Ла Валета (Малта). Шампион на България през 1995 г. с Левски (Сф), вицешампион през 1996 и 1998 с Левски (Сф).
Носител на купата на страната през 1990 със Сливен и през 1998 г. с Левски (Сф). Шампион на Малта през 2001 с Ла Валета, бронзов медалист през 2000 г. В А група има 308 мача и 18 гола.
За Левски е изиграл 92 мача и е вкарал 1 гол за купата и 9 мача с 2 гола в евротурнирите (5 мача за КНК и 4 мача с 2 гола за купата на УЕФА), за Сливен има 2 мача в КНК и 1 за купата на УЕФА.
За националния отбор на България има 5 мача.

## Статистика по сезони
- Сливен – 1983/84 – А група, 4 мача/0 гола
- Сливен – 1984/85 – А група, 10/1
- Сливен – 1985/86 – А група, 15/1
- Сливен – 1986/87 – А група, 24/2
- Сливен – 1987/88 – А група, 18/1
- Сливен – 1988/89 – А група, 20/1
- Сливен – 1989/90 – А група, 26/2
- Сливен – 1990/91 – А група, 23/2
- Сливен – 1991/92 – А група, 19/1
- Сливен – 1992/93 – А група, 21/2
- Локомотив (ГО) – 1993/94 – А група, 24/0
- Локомотив (ГО) – 1994/ес. - А група, 11/0
- Левски (Сф) – 1995/пр. - А група, 15/1
- Левски (Сф) – 1995/96 – А група, 28/1
- Левски (Сф) – 1996/97 – А група, 20/0
- Левски (Сф) – 1997/98 – А група, 27/1
- Левски (Сф) – 1998/ес. - А група, 3/0
- Кремиковци – 1999/пр. - Б група, 12/1
- Ла Валета – 1999/00 – Малтийска Премиер Дивизия, 23/2
- Ла Валета – 2000/01 – Малтийска Премиер Дивизия, 14/1